# Citomegalovírus
A citomegalovírus (Cytomegalovirus) egy vírusnemzetség a Herpesvirales rend Herpesviridae családjának Betaherpesvirinae alcsaládjában. Természetes gazdaszervezetei az ember és a majmok. A nemzetségbe tartozó 11 faj közé tartozik a humán bétaherpeszvírus 5 (HCMV, humán citomegalovírus, HHV-5), ami embereket fertőző faj. A HHV-5-tel összefüggésbe hozható betegségek közé tartozik a mononukleózis és a tüdőgyulladás. Az orvosi szakirodalomban a CMV legtöbb említése további pontosítás nélkül a humán CMV-re utal. A humán CMV az összes citomegalovírus közül a legtöbbet tanulmányozott.
A MX2/MXB-t a herpeszvírusok korlátozó tényezőjeként azonosították, mely a replikációs ciklus nagyon korai szakaszában hat, és az MX2/MXB-korlátozáshoz GTPázaktivitás kell.

## Taxonómia
A Herpesviridae renden belül a CMV a Betaherpesvirinae alcsaládba tartozik, amely magába foglalja a Muromegalovirus és Roseolovirus nemzetségeket is (humán herpeszvírus 6 és humán bétaherpeszvírus 7). Ezenkívül rokona az Alphaherpesvirinae – ahová a herpes simplex vírus 1 és 2, valamint a varicella-zoster vírus tartozik –, valamint a Gammaherpesvirinae – ahová az Epstein–Barr-vírus és a humán herpeszvírus 8 is tartozik – alcsaládoknak.
Több különböző emlősöket fertőző Cytomegalovirus-fajt azonosítottak és tanulmányoztak. A leginkább a humán citomegalovírust (HCMV), más néven humán bétaherpeszvírus 5-öt (HHV-5) tanulmányozzák. További, főemlősökben jelenlévő CMV-fajok a csimpánz citomegalovírus (CCMV), amely a közönséges csimpánzokat és az orángutánokat fertőzi, valamint a majom-citomegalovírus (SCCMV) és a Rhesus-citomegalovírus (RhCMV), amelyek makákókat fertőzik. A CCMV ismert még csimpánz-béta-herpeszvírus 2 (PaHV-2) és orángután-bétaherpeszvírus 4 néven is. Az SCCMV ismert még cerkóf-bétaherpeszvírus 5 (CeHV-5) néven is, az RhCMV pedig cerkóf-bétaherpeszvirus 8 (CeHV-8) néven is ismert. További két, az éjszakai majmokban talált vírus feltehetően szintén a Cytomegalovirus nemzetségbe tartozik, nevük Herpesvirus aotus 1 és Herpesvirus aotus 3. A rágcsálókban is jelen vannak korábban citomegalovírusnak nevezett vírusaik, melyeket a Muromegalovirus nemzetségbe helyeztek át, ide tartozik az egér-citomegalovírus (MCMV), más néven egér-bétaherpeszvírus 1 (MuHV-1), valamint a patkányokban található, vele közeli kapcsolatban álló egér-bétaherpeszvírus 2 (MuHV-2).
-->

### Fajok
A nemzetség az alábbi 11 fajból áll:
- aotin bétaherpeszvírus 1
- cebin bétaherpeszvírus 1
- cerkóf-bétaherpeszvírus 5
- humán bétaherpeszvírus 5
- makákó-bétaherpeszvírus 3
- makákó-bétaherpesvírus 8
- mandrillin bétaherpeszvírus 1
- panin bétaherpeszvírus 2
- papiin bétaherpeszvírus 3
- papiin bétaherpeszvírus 4
- szaimiriin bétaherpeszvírus 4

## Szerkezet

Cytomegalovirus sematikus ábrája

A Cytomegalovirus nemzetség burkolt, ikozaéderes, gömbölyű, pleomorf és kerek fajokkal, valamint T=16 szimmetriával. Mérete 150-200 nm. Genomja lineáris és nem szegmentált, hossza körülbelül 200 kb.
| Genus           | Szerkezet          | Szimmetria | Kapszid | Genomelrendezés | Genomfelosztás |
| --------------- | ------------------ | ---------- | ------- | --------------- | -------------- |
| Cytomegalovirus | Gömbölyű, pleomorf | T=16       | Burkolt | Lineáris        | Egyrészes      |

## Genom

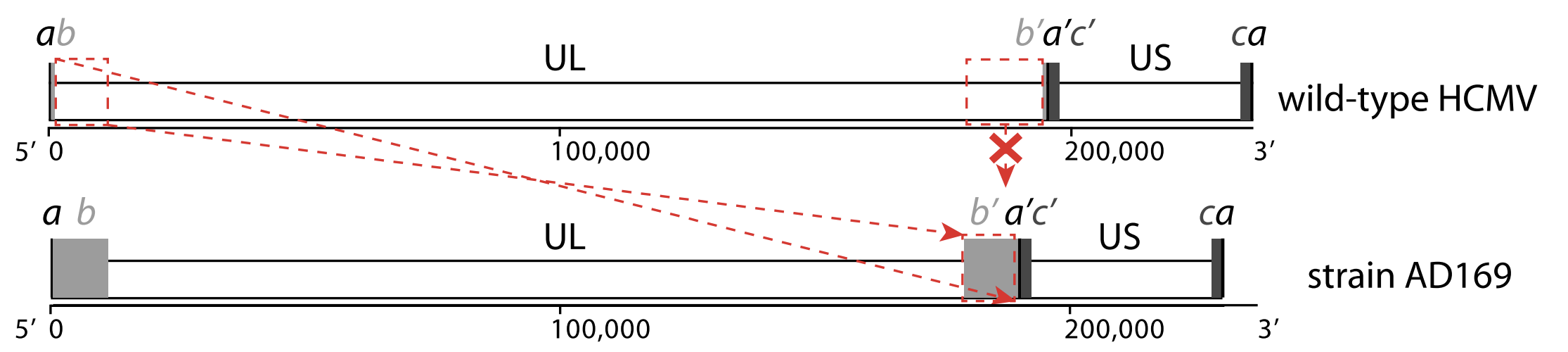
A HCMV E-osztályú genomja. Egyedi hosszú és rövid részek: UL, illetve US. Ismétlődő részek: a, b és c szekvenciák, ahol a vesszők inverz elrendezést jelentenek. Az ab és b′a′ szakaszok a terminális/internális hosszú ismétlődő (TRL/IRL), az a′c′ és ca internális/terminális rövid ismétlődő szakaszoknak (IRS/TRS) felelnek meg. Fent: vad típusú törzsek tipikus genomja; lent: egy laboratóriumi törzs, az AD169 genomja. A genomátrendeződések vörössel vannak jelölve a vad típusú és a laboratóriumi törzs közt.

A herpeszvírusok genomja az egyik legnagyobb a humán vírusok közt, és gyakran több száz fehérjét kódol. Például a vad típusú HCMV kétszálú DNS- (dsDNS)-genomja körülbelül 235 kb hosszú, és legalább 200 fehérjét kódol, ezzel nagyobb minden más humán herpeszvírusnál, és egyben a humánvírusok közt az egyik legnagyobb genom. E-osztályú genomszerkezete van, mely két egyedi (a hosszú UL és a rövid US) részekből áll, melyek körül egy pár invertált ismétlődő szakasz van (terminális/internális ismétlődő hosszú: TRL/IRL, illetve internális/terminális ismétlődő rövid: IRS/TRS). Mindkét ismétlődőszakasz-csoportban közös egy néhány száz bázispáros szakasz, az „a sorozat”, a további részeket szokták „b” és „c sorozatnak” is nevezni.
-->

## Életciklus
A vírus replikációja magi és lizogén. A gazdasejtbe a virális glikoproteinek receptorokhoz való csatlakozásával lép, ami endocitózist okoz. A replikáció a dsDNS kétirányú replikációs modelljének felel meg. Transzkripciója DNS-templátú, mely alternatív splicinggal történik, a transzláció szivárgó szkenneléssel. A vírus a gazdasejtből magból történő kijutással, valamint csírázással lép ki. Természetes gazdaszervezetei az emberek és a majmok. A terjedési utak történhetnek testnedvvel (például nyállal, vizelettel) való érintkezéssel vagy lehet a vírus congenitalis.
| Genus           | Gazdaszervezet  | Jellemző szövet      | Sejtbe jutás   | Kijutási mód | Replikációs hely | Összetételi hely | Terjedési mód               |
| --------------- | --------------- | -------------------- | -------------- | ------------ | ---------------- | ---------------- | --------------------------- |
| Cytomegalovirus | emberek, majmok | epitél nyálkahártyák | Glikoproteinek | Csírázás     | Sejtmag          | Sejtmag          | Vizelet, nyál, congenitalis |

Minden herpeszvírus hosszú ideig látens marad. Bár az egész testben jelen lehetnek, a CMV-fertőzéseket gyakran a nyálmirigyekkel azonosítják emberekben és más emlősökben.

## Génmódosítás
Gyakran használnak CMV promotert az emlőssejtek génmódosításához használt vektorokban, minthogy erős promoter és a génexpressziót irányítja.

## Története
A Cytomegalovirust Hugo Ribbert, német patológus fedezte fel 1881-ben, amikor megnövekedett sejteket talált egy gyermekben, a szokásosnál nagyobb maggal. 1956 és 1957 közt Thomas Huckle Weller, Smith és Rowe egymástól függetlenül izolálták a vírust, melyet elneveztek citomegalovírusnak. 1990-ben közzétették a humán citomegalovírus genomjának első vázlatát, ami az addig szekvenált legnagyobb folytonos genom volt.

## Fordítás
Ez a szócikk részben vagy egészben  a   Cytomegalovirus című angol Wikipédia-szócikk ezen változatának fordításán alapul.  Az eredeti cikk szerkesztőit annak laptörténete sorolja fel. Ez a jelzés csupán a megfogalmazás eredetét és a szerzői jogokat jelzi, nem szolgál a cikkben szereplő információk forrásmegjelöléseként.